# Gilbertiodendron obliquum
Gilbertiodendron obliquum är en ärtväxtart som först beskrevs av Otto Stapf, och fick sitt nu gällande namn av J.Leonard. Gilbertiodendron obliquum ingår i släktet Gilbertiodendron och familjen ärtväxter. Inga underarter finns listade i Catalogue of Life.